# Maarten Frankfort
Maarten Frankfort (15 marzo 1976) è un giocatore di calcio a 5 olandese.

## Carriera
Come massimo riconoscimento in carriera vanta la partecipazione, con la Nazionale di calcio a 5 dei Paesi Bassi, dapprima al UEFA Futsal Championship 1999 giungendo quarto, poi al FIFA Futsal World Championship 2000 in Guatemala dove la nazionale arancione e giunta sino al secondo turno, nel girone comprendente Spagna, Portogallo e Croazia. L'anno successivo Frankfort fa di nuovo parte della selezione nazionale che partecipa senza molta fortuna allo UEFA Futsal Championship 2001 dove gli arancioni non superano il primo turno.